# 225 г. пр.н.е.
225 (двеста двадесет и пета) година преди новата ера (пр.н.е.) е година от доюлианския (Помпилийски) римски календар.

## Събития

### В Римската република
- Консули са Луций Емилий Пап и Гай Атилий Регул.
- Към Боите и инсубрите, в долината на река По, се присъединява и голяма войска от племената на север от Алпите, за да атакуват заедно римска Италия.[1]
- Голяма орда от около 70 000, сформирана от тези племена, нахлува в Етрурия в търсене на плячка и консулът Пал повежда военна експедиция, но претърпява известен неуспех при Фиезуле, докато Регул е спешно отзован от Сардиния.[1]
- При оттеглянето си с разграбеното варварите са достигнати от Пап при Теламон, където навреме се появява и Регул, за да им препречи пътя на отстъпление. Още в началните фази на последвалата битка Регул е убит, но римляните успяват да удържат крайната победа като унищожават по-голямата част от вражеските сили.[1]

### В Гърция
- Тимоксен е избран за стратег на Ахейския съюз.[2]
- Преговорите между царя на Спарта Клеомен III и ахейците се провалят. Клеомен започава офанзива и окупира множество градове, сред които са Аргос, Епидавър и Коринт.[2]
- Арат от Сикион получава званието стратег автократ (strategos autokrator) т.е. главнокомандващ с върховна власт. Той е обсаден от Клеомен в град Сикион.[2]
- Ахейците изпращат посланици до Антигон III Досон в търсене на съюз.[2]

### В империята на Селевкидите
- След смъртта на своя предшествeник на трона се възкачва Селевк III Сотер, който си поставя за цела да завземе Мала Азия и Пергам от Атал I.[3]

## Починали
- Селевк II Калиник, владетел от династията на Селевкидите
- Гай Атилий Регул, консул през тази година